# Maják Michmoret
Maják Michmoret (hebrejsky: מגדלור מכמורת, anglicky: Mikhmoret Light, Mevo'ot Yam Light) se nachází na střeše námořní školy v severní části přístavu Michmoret v Izraeli ve východní části Středozemního moře. Maják není přístupný veřejnosti.

## Popis
Lampa majáku se nachází na střeše betonové jednopatrové budovy, která je posazena na třech betonových sloupech. Budova majáku byla postavena v šedesátých létech 20. století jako část námořní školy Mevo'ot Jam. Je natřena modrobíle.

## Data
- Výška světla 14 m n. m.
- dvě světla, bílé a červené světlo se záblesky každých 15 sekund

označení:
- Admiralty E5956
- NGA 113-21236
- ARLHS ISR-006

Maják je ve správě Israel Shipping and Ports Administration.